# Улісес Соліс
Улісес Соліс (ісп. Ulises Solís; 28 серпня 1981) — мексиканський професійний боксер, чемпіон світу за версією IBF (2006—2009, 2011—2012) в першій найлегшій вазі.

## Професіональна кар'єра
Дебютував на профірингу 2000 року.
30 липня 2004 року вийшов на бій проти чемпіона світу за версією WBO у першій найлегшій вазі Нельсона Дьєппа (Пуерто-Рико) й програв рішенням більшості суддів.
7 січня 2006 року переміг одностайним рішенням чемпіона світу за версією IBF Вілла Грігсбі (США). Впродовж 2006—2008 років провів вісім успішних захистів, вигравши зокрема у ексчемпіона світу Еріка Ортіса (Мексика), в реванші у Вілла Грігсбі та у Роделя Майола (Філіппіни).
19 квітня 2009 року програв нокаутом в одинадцятому раунді Браяну Вілорія (США).
Здобувши після цього чотири перемоги, 18 грудня 2010 року вийшов на бій проти чемпіона IBF Луїса Альберто Лазарте (Аргентина). Поєдинок завершився нічиєю рішенням більшості суддів, і 30 квітня 2011 року суперники зустрілися вдруге. Цього разу Соліс здобув перемогу розділеним рішенням, вдруге завоювавши титул чемпіона. Провівши один вдалий захист титулу, відмовився від нього через перехід до наступної вагової категорії.
9 березня 2013 року програв нокаутом в другому раунді Едгару Соса (Мексика) і завершив кар'єру.